# Trio de Madeiras de Porto Alegre
O Trio de Madeiras de Porto Alegre é um grupo de música de câmara de Porto Alegre, Brasil.
Fundado em 1984, tem como meta a divulgação de música erudita e popular, brasileira e internacional, composta para sua formação de flauta, clarinete e fagote, com uma ênfase em compositores do Brasil e do estado do Rio Grande do Sul. É formado por Adolfo Almeida (fagote), Augusto Maurer (clarinete) e Leonardo Winter (flauta e flautim). Com intensa atuação no estado e também no exterior, o conjunto tem participado de diversos projetos musicais ao longo de sua história, além de realizarem concertos didáticos. O grupo também já fez primeiras audições de várias peças compostas especialmente para ele e recebeu em 2004 o Prêmio Açorianos. Na sua discografia tem o CD Música de Câmara Brasileira.